# Madacanthococcus philippicolus
Madacanthococcus philippicolus är en insektsart som beskrevs av Mamet 1959. Madacanthococcus philippicolus ingår i släktet Madacanthococcus och familjen ullsköldlöss.
Artens utbredningsområde är Madagaskar. Inga underarter finns listade i Catalogue of Life.